# 郭双威
郭双威（1949年—），山西文水人，汉族，中华人民共和国政治人物、第十一届全国人民代表大会山西地区代表。
毕业于中共中央党校经济管理专业。加入中共，担任山西省杏花村汾酒集团有限责任公司党委书记、董事长。2008年起担任全国人大代表。